# Kond vezér
Kond (Könd, Kund, Kend, Kende, Kurszán) vezér a honfoglaló magyarok hét vezérének egyike.

## Élete
Anonymus a Gesta Hungarorum című művében Kend néven említi: 

„Ettől Árpád vezérnek nagy jókedve támadt, s minden vitézének különféle ajándékokat adott: … Kendnek, Korcán apjának földet adományozott Attila király városától a százhalomig és Diódig, fiának meg egy várat népe őrizetére. Korcán aztán ezt a várat a maga nevéről neveztette, s ez a név a mai napig sem merült feledésbe.” 

Kézai Simon mester is megemlíti Könd néven a Magyar Krónikája című művében:

„Az ötödik sereg kapitányát Könd-nek hívták. Ez a Nyír körűl lakott; fiait Kücsid-nek és Kopján-nak hivták.”

## Történészi vélemények
A köztudatban elterjedt Kond névalakot napjainkban hibás olvasatnak tartják. Eredeti alakja Kende vagy Kündü lehetett, valószínűleg nem személynév, hanem a Dzsajhani által említett fejedelmi tisztség elnevezését őrizte meg.

## Emlékek

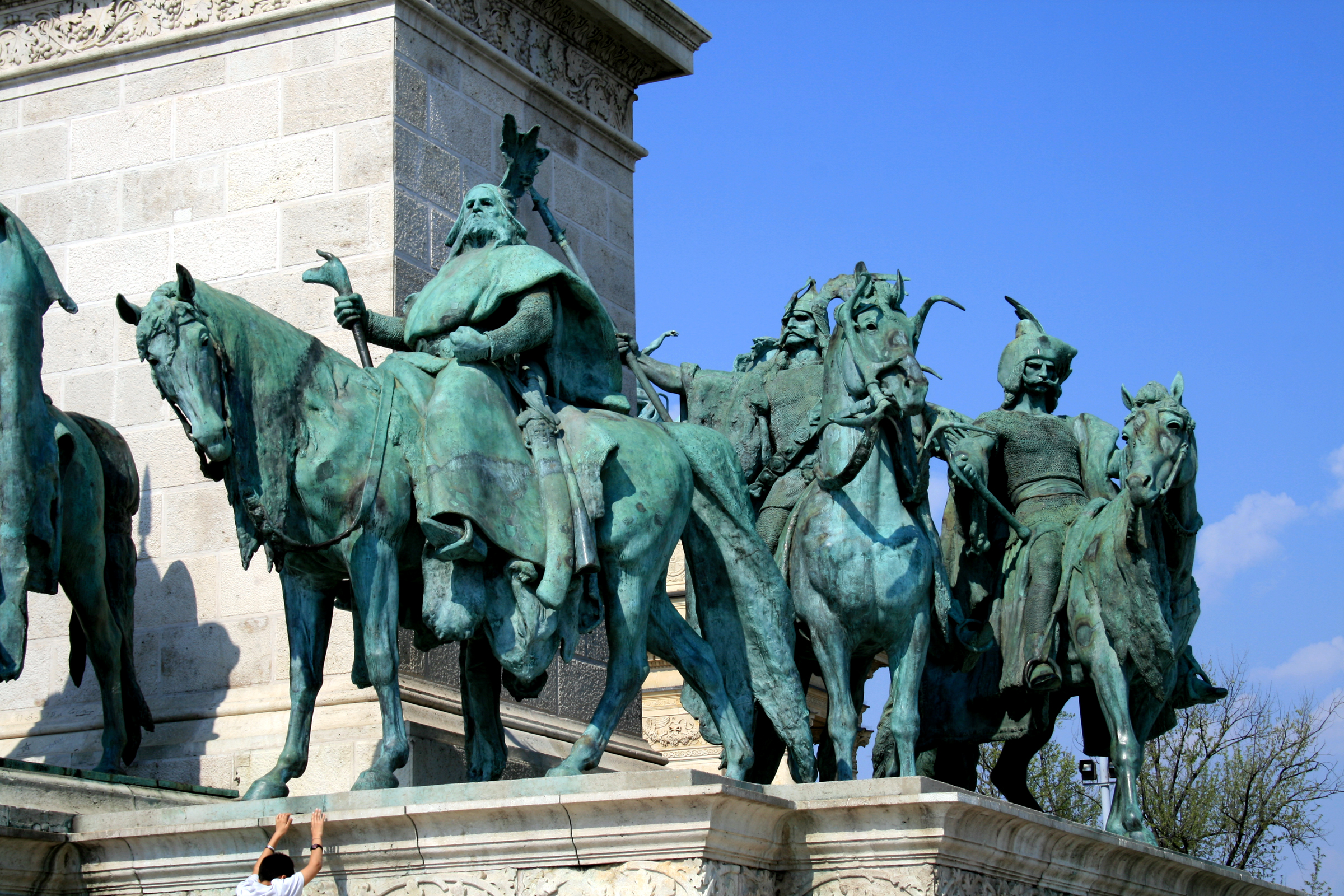
Kond vezér a Millenniumi emlékmű emlékoszlopán (a képen balra az első alak)

- Kond vezér második fiának utódai alkották a Kaplon nemzetséget, mely a középkor folyamán több ágra oszlott, belőlük került ki a Károlyi, Vetési, Bagosi, Csomaközi család.[3]

- A Millenniumi emlékmű emlékoszlopánál a bal oldali első szobor, mely Zala György alkotása és 1928-ban állították fel, Kond vezér 4,7 méteres bronz lovasszobra.[4]

- A Kőszegi-hegységben, Velem közelében található a Hét vezér forrás, mely tulajdonképpen egy forrás, melyből hét lyukon folyik a víz egy kis medencébe. Ezeket a lyukakat a hét vezérről nevezték el.[5]

- Gárdonyi Géza így ír Kondról a Hét vezér című versében:

„…Kendé-nek is fehér volt már a feje,
mint őszszel a vén havasok teteje:
de nagyokat rikoltott a csatában:
„Fiatalság, ezt csináld meg utánam!” …” 
- A Képes krónikában leírt fehér ló mondája szerint Árpád fejedelem Kusidot, Kond vezér fiát küldte, hogy lovagolja keresztül az új hazát és nézze meg, miféle népek lakják azt.[7]

- Koltay Gábor Honfoglalás című filmjében Csurka László alakította Kond vezért (az ő törzsének neve nem hangzott el a filmben, de kizárásos alapon a Kürtgyarmat lehetett az).

## Külső hivatkozások
- Kristó Gyula: Kik és hányan voltak a honfoglaló magyar vezérek?